# Fokker V.2
Fokker V.2 và V.3 là máy bay được phát triển từ Fokker V.1. Sử dụng động cơ thẳng hàng làm lạnh bằng chất lỏng của Mercedes công suất 89 kW (120 hp).